# Kościół św. Apostołów Piotra i Pawła w Kotach
Kościół św. Apostołów Piotra i Pawła w Kotach – rzymskokatolicki kościół parafialny z XVIII wieku w Kotach w powiecie tarnogórskim, wpisany do rejestru zabytków nieruchomych województwa śląskiego.

## Historia
W przeszłości teren dzisiejszej wsi Koty należał pod względem kościelnym do parafii Wielowieś (księstwo toszeckie). Do utworzenia parafii i budowy kościoła w Kotach doszło za panowania hrabiego Jana Franciszka de Verdugo, któremu w dziedzictwie spadkowym przypadły wsie Wiśnicze, Świbie, Tworóg, Potępa i Koty. 13 czerwca 1687 biskup Karol Franciszek Neander, powołał do życia tutejszą parafię przy istniejącym już wówczas drewnianym kościele. Pierwszym proboszczem został ksiądz Paulus Nicolaides, który rezydował w Tworogu. W XIX wieku znaczenie Kotów malało i tutejszy kościół stał się tzw. Mater adiuncta, przyłączonym do parafii w Tworogu. Parafię w Kotach przywrócono w 1920. 

## Architektura
Obecny kościół wzniesiono w latach 1714-1715, w sąsiedztwie poprzedniego kościoła drewnianego. Kościół ten zobowiązał się zbudować hrabia Jan Franciszek de Verdugo, gdy w 1687 wystarał się o utworzenie parafii we wsi, ale 1712 zmarł i nie zdążył zrealizować obietnicy. Świątynię wzniósł ostatecznie z kamienia i cegły jego syn, Leopold de Verdugo za sumę 6 tysięcy florenów. Obiekt postawiono w stylu barokowym. W latach 1763-1774 spękane sklepienie ograniczyło możliwości użytkowania świątyni, którą w końcu zamknięto. Wyremontował ją hrabia Franciszek Józef de Colonna, słynący w okolicy z pobożności. W 1823 remontowi poddano wieżę, grożącą katastrofą budowlaną. W 1882 powiększono przykościelny cmentarz i ogrodzono go murem (remont w 2000). W 1883 świątynię odnowiono z zewnątrz i we wnętrzu. W latach 1907-1908 przeprowadzono kapitalny remont. Wymieniono wówczas gonty na dachówki. Wieżę ponownie wyremontowano w 1959. Zawieszono wtedy nowe dzwony, które konsekrował biskup Wacław Wycisk. W 1964 (na 250-lecie kościoła) wyremontowano wnętrze i ołtarze boczne.

## Otoczenie
Kościół otacza cmentarz, na którym stoi okazała, kamienna grupa pasyjna. Przy murze kościelnym stoi ponadto kamienny krzyż z łacińskim napisem na postumencie: STAT CRUX DUM VOLVITUR ORBIS.